# Glitterbug
Glitterbug è il terzo album in studio del gruppo musicale indie rock inglese The Wombats, pubblicato nell'aprile 2015.

## Tracce
1. Emoticons – 4:19
2. Give Me a Try – 3:48
3. Greek Tragedy – 3:29
4. Be Your Shadow – 3:35
5. Headspace – 3:54
6. This Is Not a Party – 2:59
7. Isabel – 3:29
8. Your Body Is a Weapon – 3:57
9. The English Summer – 2:36
10. Pink Lemonade – 3:46
11. Curveballs – 3:39